# 個人的法益
個人的法益（こじんてきほうえき）とは、法益の帰属主体が個人であるものを指す。
具体的には以下のようなものがある。
- 身体に対する罪
  - 暴行罪　相手に石を投げ、外れた場合にも成立する。
  - 傷害罪　傷害により相手を死に至らしめた場合、傷害致死罪と称する。
- 生命に対する罪
  - 殺人罪　既遂でなくても、未遂罪や予備罪がある。
  - 同意殺人罪
  - 自殺関与罪
  - 堕胎罪
  - 遺棄罪
- 財産に対する罪
  - 窃盗罪
  - 強盗罪　窃盗を現行犯逮捕しようとした相手に抵抗し、負傷させただけでも成立する。
  - 詐欺罪
  - 恐喝罪
  - 横領罪
  - 背任罪
  - 盗品等関与罪
- 自由に対する罪
  - 脅迫罪 害悪が相手に告知されただけでも成立する。
  - 強要罪　権利の行使を妨害し、義務なきことを強制する罪。
  - 逮捕・監禁罪　現行犯逮捕することは、民間人でも可。
  - 略取・誘拐罪　身代金・海外移送・わいせつなど、行為者の目的によりさらに分類される。目的遂行後、被害者を安全な場所に解放すれば罪は軽減されることがある。
  - 人身売買罪
- 名誉に対する罪
  - 名誉毀損罪
  - 侮辱罪
- 信用、業務に対する罪
  - 信用毀損罪
  - 業務妨害罪